# Schlans
Schlans ([ʃlans]ⓘ) ist eine Fraktion der Gemeinde Trun im Schweizer Kanton Graubünden. Bis Ende 2011 war sie eine eigenständige politische Gemeinde.
Die Bevölkerung spricht mehrheitlich das rätoromanischsprachige Idiom Sursilvan. Am 31. Dezember 2011 zählte Schlans 71 Einwohner.

## Geographie
Die Gemeinde liegt über dem Vorderrhein am Südhang einer Bergkette mit den Bergen Cavistrau und dem Péz Tumpiv. Der höchste Punkt der Gemeinde liegt beim Cavistrau-Pign auf einer Höhe von 3220 m und der niedrigste bei Fanels mit 910 m. Das heisst, dass die Gemeinde nie den Talboden beim Rhein erreicht. Hingegen wird das Dorf auf der Senda Sursilvana erreicht, einem Fernwanderweg entlang des jungen Rheins.
Auf dem ehemaligen Gemeindegebiet von Schlans liegen die Ruinen der Burg Salons und des Turms von Schlans, auf der Landeskarte jeweilen als «Ruina Salons» respektive als «Tuor» zu erkennen.

## Geschichte

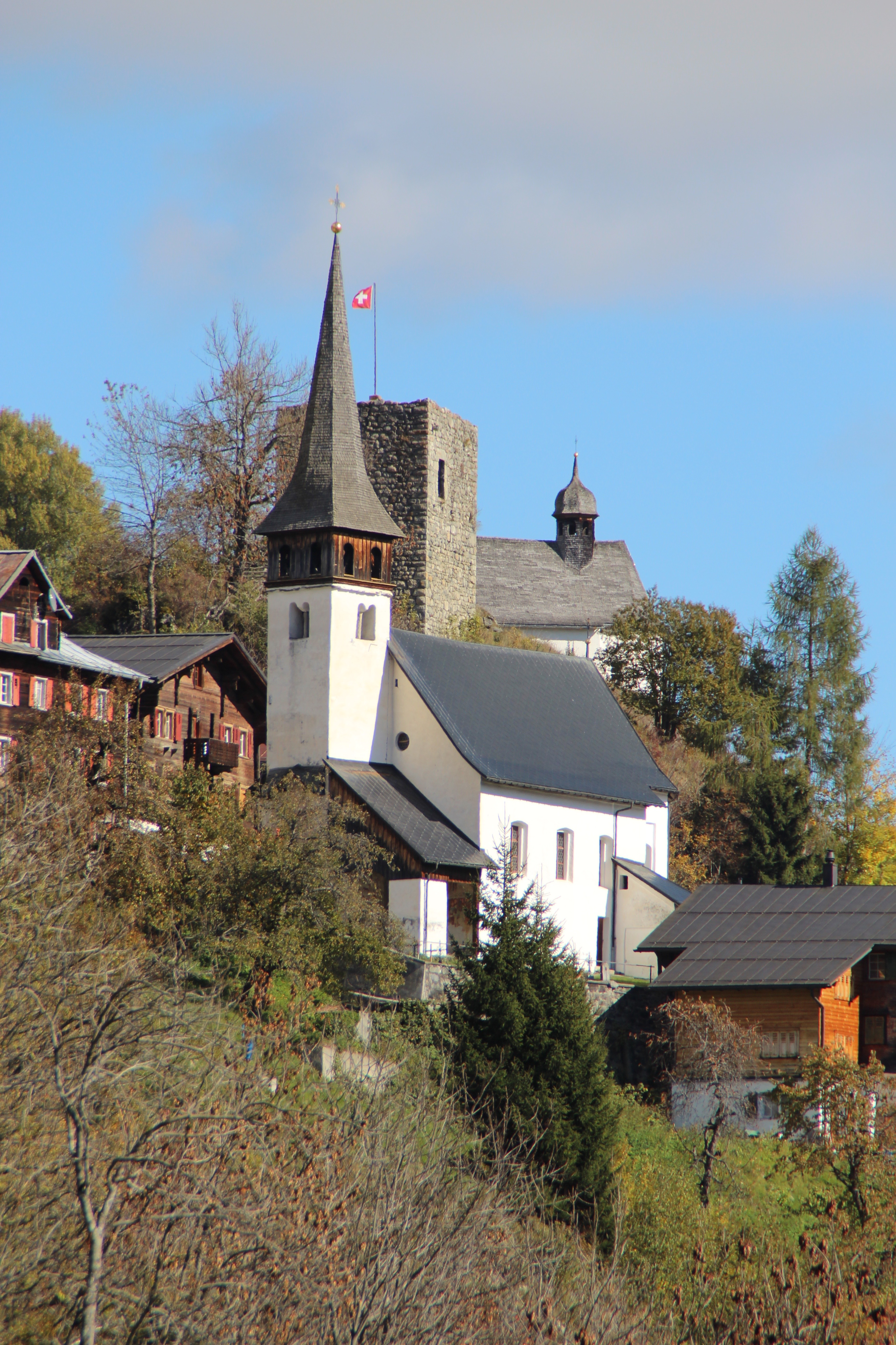
Kapelle S. Gieri, dahinter Turm Schlans

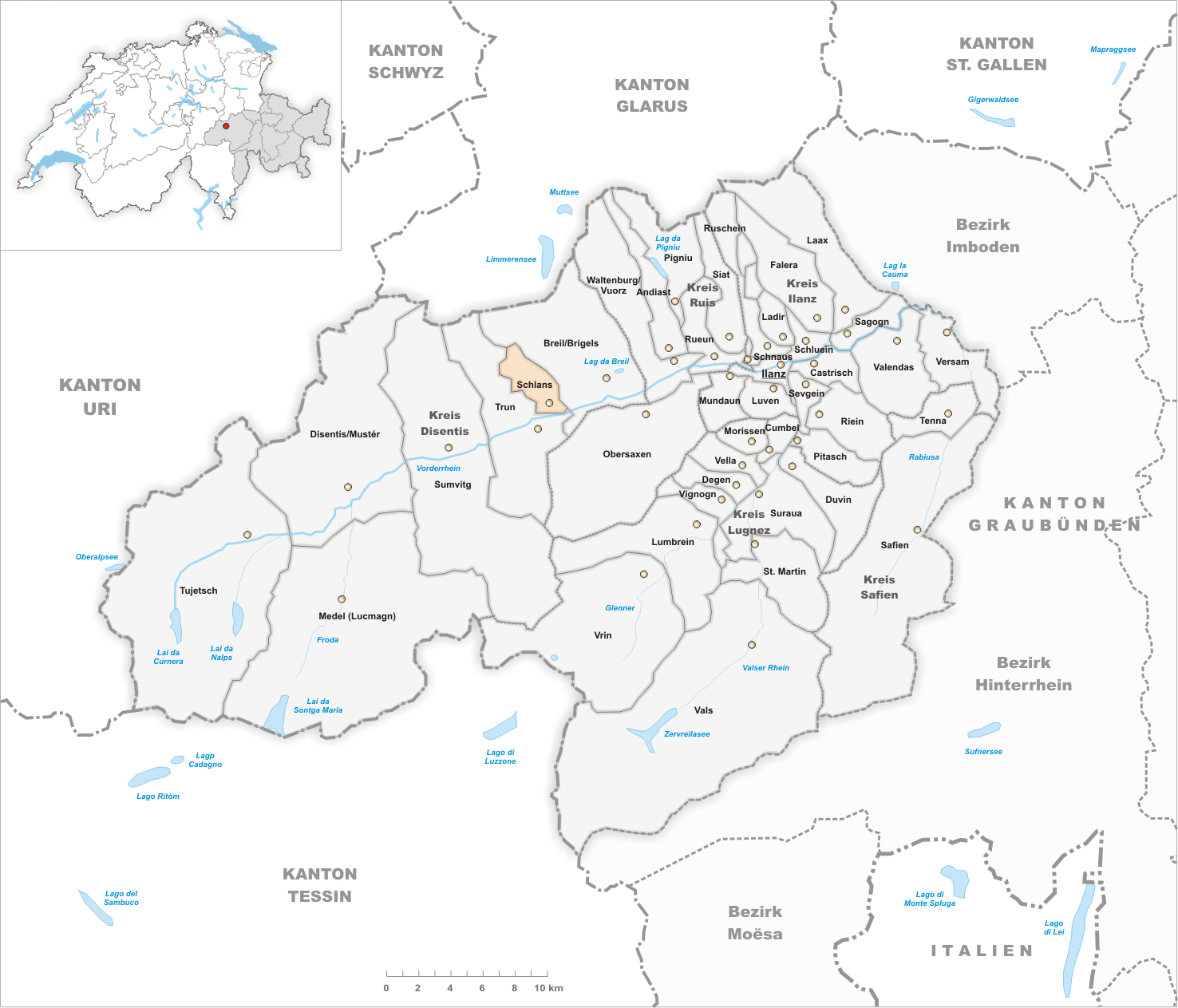
Gemeindestand vor der Fusion am 1. Januar 2012

Luftbild von Werner Friedli (1975)

Der Ort ist 765 als Selaunum (Kopie) erwähnt. 765 schenkte Bischof Tello dem Kloster Disentis einen Meierhof und Kolonen in Schlans, das im Mittelalter jedoch nicht zur Cadi, sondern zur Herrschaft der 1220 erwähnten einheimischen Herren von Slauns gehörte. Der Wehrturm in Schlans und die Burg Salons ob Schlans wurden um 1200 erbaut. Die Herrschaft gelangte dann an die Familie von Grünenfels, an die von Montalt und 1378 durch Kauf an Ulrich Brun von Rhäzüns. Schliesslich wurde sie in die Herrschaft Jörgenberg eingegliedert, kam 1459 an die Grafen von Zollern und 1472 durch Kauf an die Abtei Disentis, die bis 1798 bzw. 1803 die Gerichtsbarkeit innehatte. 1734 erfolgte der Anschluss an das neue Gericht Rueun.
1851 wurde Schlans als siebte Gemeinde dem Kreis Disentis zugeordnet und gehörte bis 2000 zum Bezirk Vorderrhein. Kirchlich gehörte Schlans ehemals zu Breil/Brigels. Die Kirche St. Georg wird 998 erwähnt. 1185 wurde sie der Abtei Disentis inkorporiert, 1518 Kuratie und 1643 zur Pfarrkirche erhoben. Schlans hat wegen Lawinen- und Rüfenverbauungen einen hohen Investitionsbedarf. 2010 wurden noch vier Bauernbetriebe verzeichnet.

## Wappen
| Wappen von Schlans | Blasonierung: «In Rot auf silbernem Pferd der heilige Georg mit silbernem Nimbus und grünem Mantel einen grünen Drachen tötend. Im rechten Obereck ein silbernes Andreaskreuz.»          |
| Wappen von Schlans | Der Patron der Pfarrkirche wurde schon im Gemeindesiegel verwendet. Zur Differenzierung von anderen Wappen mit dem Heiligen Georg wurde das Andreaskreuz der Abtei Disentis hinzugefügt. |

## Bevölkerung
| Bevölkerungsentwicklung | Bevölkerungsentwicklung | Bevölkerungsentwicklung | Bevölkerungsentwicklung | Bevölkerungsentwicklung | Bevölkerungsentwicklung | Bevölkerungsentwicklung | Bevölkerungsentwicklung |
| ----------------------- | ----------------------- | ----------------------- | ----------------------- | ----------------------- | ----------------------- | ----------------------- | ----------------------- |
| Jahr                    | 1656                    | 1836                    | 1850                    | 1900                    | 1950                    | 2000                    | 2011                    |
| Einwohner               | 180                     | 112                     | 169                     | 174                     | 192                     | 92                      | 71                      |

Rund vier Fünftel der Einwohner hatten im Jahr 2000 rätoromanische Muttersprache.

## Sehenswürdigkeiten
Neben dem oben erwähnten Turm die Katholische Kirche St. Georg sowie die Kapelle «Mariä zum Licht» neben dem Turm.